# Roger Bentham Stevens
Sir Roger Bentham Stevens (* 8. Juni 1906; † 20. Februar 1980) war ein britischer Diplomat.

## Leben
Roger Bentham Stevens studierte in Wellington und am Queen’s College, Oxford
1931 heiratete Roger Bentham Stevens, Constance Hallam Hipwell († 1976). Mit ihr hatte er einen Sohn.
1977 heiratete er Jane Chandler, geborene Irving.
Sein schriftlicher Nachlass wurde 1984 im Churchill Archives der University of Cambridge archiviert.
1928 trat Stevens in den auswärtigen Dienst und wurde in Buenos Aires, New York City, Antwerpen, Denver und London beschäftigt.
Ab 1948 war er als Assistent Under-Secretary of State, Leiter der Abteilung German Commercial Relations and Industry Department, des General Economic Department und des German Supply Department im FO. und ab 1950 Donald St. Clair Gainer unterstellt.
Von 1951 bis 1954 war er Botschafter in Stockholm, Schweden. 1955 wurde er als Knight Commander des Royal Victorian Order (KCVO) geadelt.
Von 1954 bis 1958  war er Botschafter in Teheran.
Er schrieb zwei Bücher über Persien, das Land der Großen Sophy (1962) und First View of Persia (1964).
Von 1958 bis 1963 war er in London, Deputy Under-Secretary of State, Auswärtiges Amt.
Von 1963 bis 1970 war er Vice-Chancellor der University of Leeds.
Von 1963 bis 1970 war er Berater für Zentralafrika.
1964 wurde er zum Knight Commander des Order of St Michael and St George (KCMG) geschlagen.
Von 1965 bis 1970 war er Vorsitzender des Planungsverbandes von Yorkshire und Humberside.
Von 1970 bis 1972 saß er im Planungsausschuß für Greater London.
Von 1972 bis 1974 war er Vorsitzender der Aufsichtsbehörde für Bergbau.
Von 1972 bis 1977 war er Mitglied des Verwaltungsgerichts der Vereinten Nationen (UNAT).